# 西井子镇
西井子镇，是中华人民共和国内蒙古自治区乌兰察布市商都县下辖的一个乡镇级行政单位。

## 行政区划
西井子镇下辖以下地区：
新井子村、灰菜沟村、根市井村、青石脑包村、张家坊村、黑沙土村、七邓营村、四号地村、西井子村、后土城子村、东井子村、朝阳村、大南坊村、七股地村、韩元沟村、新寨村、格化司台村、元宝山村、七号地村、新建村、芦草沟村、牌楼村、大西沟村、大拉子村、北渠子村、苏集村、营图村、赛乌素村、土城子村、三股地村和四顷湾村。